# Provisional Constitution and Ordinances for the People of the United States
La  Provisional Constitution rédigée par l'abolitionniste américain John Brown, en forme longue Provisional Constitution and Ordinances for the People of the United States, est une constitution adoptée lors de la convention de Chatham, une convention secrète de ses partisans, ainsi que d'anciens esclaves de son pays, réunie le 8 mai 1858 à Chatham, en Ontario. Elle prévoit un nouveau gouvernement coexistant à côté du gouvernement fédéral et interdisant formellement l'esclavage aux États-Unis.